# Soľnička
Soľnička, ungarisch Szolnocska (bis 1973 slowakisch „Solnička“) ist eine Gemeinde im Osten der Slowakei mit 247 Einwohnern (Stand 31. Dezember 2024), die zum Okres Trebišov, einem Kreis des Košický kraj, gehört. Sie ist Teil der traditionellen Landschaft Zemplín.

## Geographie
Die Gemeinde befindet sich im südlichen Teil des Ostslowakischen Tieflands in der Kleinregion Medzibodrožie (ungarisch Bodrogköz), auf einem alten natürlichen Deich der Theiß sowie südlich des Flusses Latorica. Das Ortszentrum liegt auf einer Höhe von 117 m n.m. und ist acht Kilometer von Kráľovský Chlmec sowie 55 Kilometer von Trebišov entfernt (Straßenentfernung).
Nachbargemeinden sind Beša im Norden, Poľany im Osten und Boľ im Süden und Westen.

## Geschichte
Auf dem Gemeindegebiet gab es archäologische Funde aus der Zeit des Mährerreichs.
Soľnička wurde zum ersten Mal 1332 als Sonuk schriftlich erwähnt, weitere historische Bezeichnungen sind unter anderen Zolnuk (1358), Zonuk (1369) und Solnocschka (1786). 1358 war das Dorf Besitz des Landadels.
1557 wurden zwei Porta verzeichnet, 1715 gab es fünf verlassene und fünf bewohnte Haushalte. 1787 hatte die Ortschaft 38 Häuser und 235 Einwohner, 1828 zählte man 51 Häuser und 384 Einwohner, die in der nur begrenzt fruchtbaren Landwirtschaft tätig waren. Von 1890 bis 1910 wanderten viele Einwohner aus.
Bis 1918/1919 gehörte der im Komitat Semplin liegende Ort zum Königreich Ungarn und kam danach zur Tschechoslowakei beziehungsweise heutigen Slowakei. Auf Grund des Ersten Wiener Schiedsspruchs war der Ort von 1938 bis 1944 noch einmal Teil Ungarns.

## Bevölkerung
| Jahr                | 1994 | 2004    | 2014    | 2024    |
| ------------------- | ---- | ------- | ------- | ------- |
| Anzahl der Personen | 242  | 246     | 237     | 247     |
| Unterschied         |      | +1,65 % | −3,65 % | +4,21 % |

| Jahr                | 2023 | 2024    |
| ------------------- | ---- | ------- |
| Anzahl der Personen | 242  | 247     |
| Unterschied         |      | +2,06 % |

Nach der Volkszählung 2011 wohnten in Soľnička 225 Einwohner, davon 188 Magyaren, 24 Slowaken und neun Roma. Vier Einwohner machten keine Angabe zur Ethnie.
107 Einwohner bekannten sich zur römisch-katholischen Kirche, 46 Einwohner zur reformierten Kirche, 34 Einwohner zur griechisch-katholischen Kirche, 24 Einwohner zu den Zeugen Jehovas und ein Einwohner zur orthodoxen Kirche. Acht Einwohner waren konfessionslos und bei fünf Einwohnern wurde die Konfession nicht ermittelt.

## Verkehr
Durch Soľnička führt Cesta III. triedy 3716 („Straße 3. Ordnung“) zwischen Leles – mit Anschluss an die Cesta II. triedy 555 („Straße 2. Ordnung“) – und Boľ. Der nächste Bahnanschluss ist in Pribeník an der Bahnstrecke Čierna nad Tisou–Košice.